# Mikel Ruffinelli
Mikel Ruffinelli (født 1972 i Los Angeles) er en amerikansk kvinde, der pr. 2018 holder Guinness' verdensrekord for bredeste hofter i verden.